# Saint-Fargeau-Ponthierry
 Saint-Fargeau-Ponthierry  es una población y comuna francesa, en la región de Isla de Francia, departamento de Sena y Marne, en el distrito de Melun y cantón de Perthes.

## Demografía
| 4050 | 5611 | 7884 | 9553 | 10 560 | 11 224 |
| Para los censos de 1962 a 1999 la población legal corresponde a la población sin duplicidades (Fuente: INSEE [Consultar]) |      |      |      |        |        |